# اندیس رودخانه شاه ولی
رودخانه شاه ولی یک اندیس فلزی است که در حوالی شهر گزیک استان خراسان قرار دارد و مادهٔ معدنی موجود در آن، مس است.  